# Stenocactus phyllacanthus

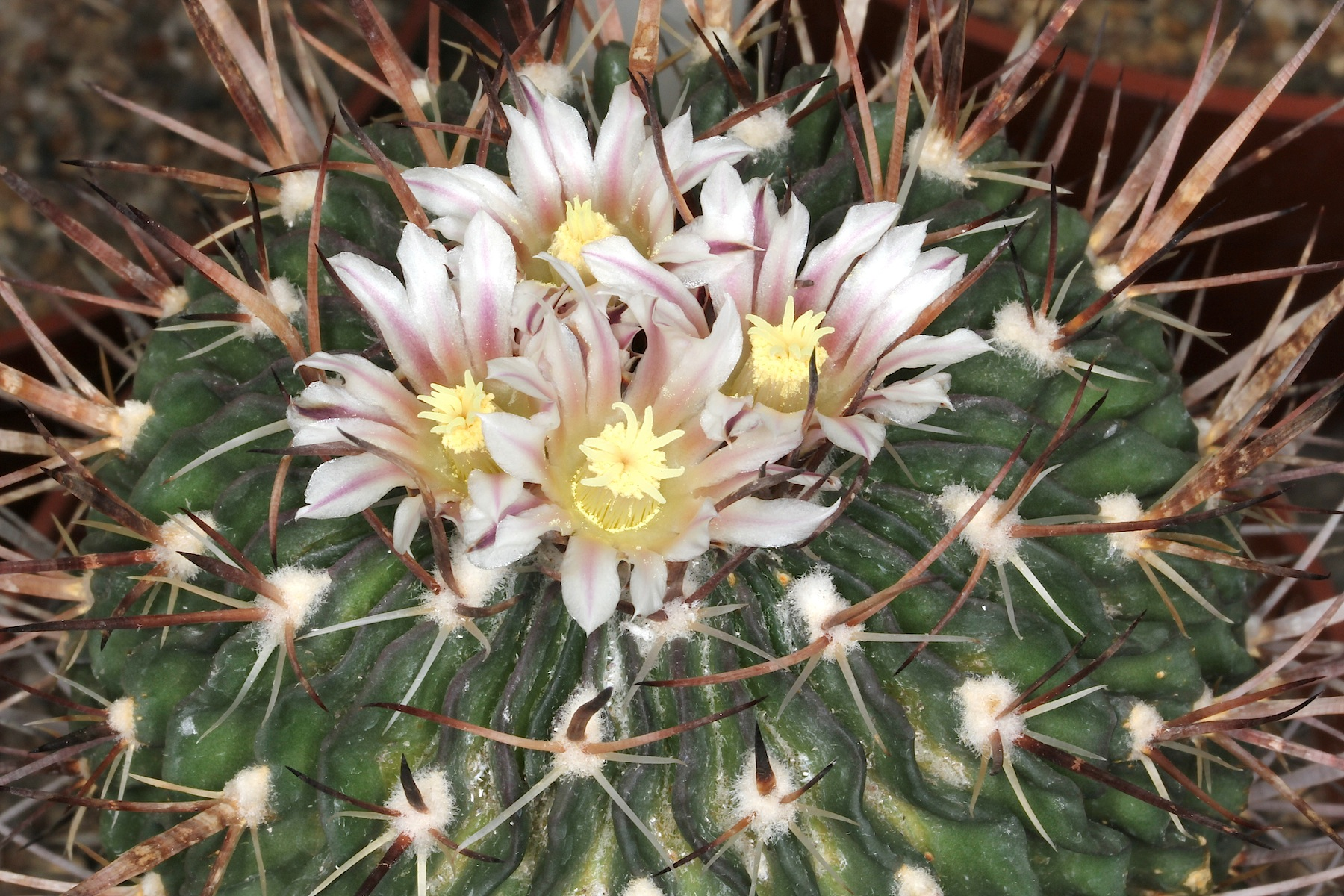
Stenocactus phyllacanthus

Stenocactus phyllacanthus ist eine Pflanzenart aus der Gattung Stenocactus in der Familie der Kakteengewächse (Cactaceae). Das Artepitheton phyllacanthus  leitet sich von den griechischen Worten phyllon für ‚Blatt‘ sowie akanthos für ‚Dorn‘ ab und verweist auf stark abgeflachten Dornen der Art.

## Beschreibung
Stenocactus phyllacanthus wächst einzeln und nur gelegentlich sprossend mit niedergedrückt kugelförmigen bis kurz säulenförmigen, dunkel bläulich grünen Trieben und erreicht Durchmessern von 4 bis 12 Zentimeter. Die Triebspitze ist flach bis etwas eingesenkt. Die 25 bis 60 sehr dünnen Rippen sind stark gewellt. Je Rippe sind ein bis zwei Areolen vorhanden. Die ein bis drei lanzettlichen Mitteldornen sind anfangs rötlich und werden später bräunlich oder grau. Sie sind bis 3 bis 8 Zentimeter lang. Der oberste Mitteldorn ist abgeflacht. Die zwei bis sieben weißen, borstenartigen oder pfriemlichen 4 bis 9 Millimeter langen Randdornen sind gerade.
Die gelblich weißen Blüten besitzen einen bräunlich roten Schlund und sind bis 2 Zentimeter lang. Die grünen Früchte sind klein.

## Verbreitung, Systematik und Gefährdung
Stenocactus phyllacanthus ist in den mexikanischen Bundesstaaten Hidalgo, San Luis Potosí, Zacatecas und Guanajuato verbreitet.
Die Erstbeschreibung als Echinocactus phyllacanthus durch Albert Gottfried Dietrich und Christoph Friedrich Otto wurde 1836 veröffentlicht. Alwin Berger stellte die Art 1929 in die Gattung Stenocactus. Weitere nomenklatorische Synonyme sind Echinofossulocactus phyllacanthus (Mart. ex A.Dietr. & Otto) Lawr. (1841), Brittonrosea phyllacantha (Mart. ex A.Dietr. & Otto) Speg. (1923), Efossus phyllacanthus (Mart. ex A.Dietr. & Otto) Orcutt (1926), Stenocactus phyllacanthus (Mart. ex A.Dietr. & Otto) A.Berger ex A.W.Hill (1933, nom. illeg.) und Ferocactus phyllacanthus (Mart. ex A.Dietr. & Otto) N.P.Taylor (1980).
In der Roten Liste gefährdeter Arten der IUCN wird die Art als „Data Deficient (DD)“, d. h. mit keinen ausreichenden Daten geführt.

## Nachweise